# Écrammeville
Écrammeville är en kommun i departementet Calvados i regionen Normandie i norra Frankrike. Kommunen ligger i kantonen Trévières som ligger i arrondissementet Bayeux. År 2018 hade Écrammeville 208 invånare.

## Befolkningsutveckling
Antalet invånare i kommunen Écrammeville
Referens: INSEE